# 102 Dalmatians: Puppies to the Rescue
102 Dalmatians: Puppies to the Rescue — компьютерная игра, разработанная компанией Toys For Bob и изданная Eidos Interactive для Microsoft Windows, PlayStation, Dreamcast и Game Boy. Игра основана на полнометражном фильме «102 далматинца» студии Disney.

## Сюжет

### История
Два щенка далматина, Диковинка и Домино, ищут сокровища на заднем дворе своего дома. Они находят зарытую игрушку, которая была сделана на игрушечной фабрике Стервеллы Де Виль. Это служит намеком на то, что продажи игрушек Стервеллы снизились. Перед лицом финансового краха из-за отсутствия продаж, Стервелла замышляет коварный план: перепрограммировать свои игрушки, чтобы те захватили всех домашних животных в Лондоне, а затем заморозить их в машине «Super-Gloop» и продавать их под видом новых реалистичных игрушек-животных. Диковинка и Домино остаются единственными щенками в своём доме, которые не были захвачены роботами-игрушками. Их родители, Дотти и Дипстик, отправились спасать своих щенков, наказывая Диковинке и Домино оставаться дома и вести себя хорошо. Вместо этого щенки решили спасать своих братьев и сестер, а впоследствии и своих родителей.

### Окружение
Подобно фильму, персонажи игры находятся в Лондоне, Англия. В игре есть различные уровни, которые основаны на известных местах и памятниках, таких как Риджентс-парк, Пикадилли, Биг-Бен и Стоунхендж.

## Игровой процесс
Игрок может выбрать роль Домино или Диковинки. В процессе геймплея у игрока есть возможность собирать наклейки для специального альбома, к которому можно получить доступ через меню уровней. Различные действия в игре разблокируют наклейки. Как правило, есть стандартные стикеры у каждого уровня. Их можно получить собрав ровно 100 костей в каждом уровне и освобождая ровно шесть щенков в каждом уровне. В уровнях есть свои индивидуальные задачи, решая которые также разблокируют стикеры: завершение уровня, победа над прихвостнями Стервеллы и решение головоломок. Всего шесть наклеек на уровень, исключая уровни со Стервеллой, которые сочетаются вместе с мини-играми для собственного изображения наклейки. Наклейки похожи на кусочки головоломки, которые создают реалистичную картину.
Пятнистые спасатели — это трёхмерная игра с возможностью поворота камеры в любом направлении, что облегчит навигацию. Игрок должен избегать столкновения с вражескими игрушками, лаять или сбивать их для того, чтобы закоротить и разбить.
Контрольные точки — это места, где игрок будет отправлен на то место, если игрок потеряет всё здоровье, но только в случае, если игрок столкнулся с попугаем по имени Роласгроз. Если игрушка ударит игрока четыре раза, жизнь теряется. Если контрольная точка не была достигнута до того, как жизнь будет потеряна, игрок будет отправлен обратно в исходную точку. В отличие от версии игры для Game Boy Color, в которой игрушки активны после того, как они сломаны, игрушки сломаются. Счётчик здоровья игрока в виде собачьего отпечатка лапы пополняется, когда игрок соберёт пищу (мясо, хот-дог, гамбургер).
На каждом уровне есть «друг животного», который расскажет игроку, как пройти уровень, а иногда и давать особые задания Диковинке или Домино в обмен на вознаграждение или помощь. На некоторых уровнях также появляется один из трёх главных приспешников Стервеллы из обоих фильмов: Джаспер с Горацием из 101 далматинец и Ле Пельт из 102 далматинца. В отличие от игрушек-врагов, они неуязвимы от обычных атак, и игрок должен выполнить определённое задание, порученное «другом животного», чтобы победить их. После того, как определённое количество уровней будет завершено, игрок столкнётся со Стервеллой в серии битв с боссом, которая откроет очередную мини-игру.

## Отзывы
| Сводный рейтинг       | Сводный рейтинг | Сводный рейтинг | Сводный рейтинг | Сводный рейтинг |
| Издание               | Оценка          | Оценка          | Оценка          | Оценка          |
| Издание               | Dreamcast       | GBC             | PC              | PS              |
| --------------------- | --------------- | --------------- | --------------- | --------------- |
| GameRankings          |                 |                 |                 | 76 %            |
| Metacritic            | 66/100          |                 |                 |                 |
| Иноязычные издания    |                 |                 |                 |                 |
| Издание               | Оценка          | Оценка          | Оценка          | Оценка          |
| Издание               | Dreamcast       | GBC             | PC              | PS              |
| CVG                   | 5/10            |                 |                 |                 |
| GameSpot              | 6,7/10          |                 |                 | 5,4/10          |
| IGN                   | 7/10            | 6/10            |                 | 7/10            |
| Русскоязычные издания |                 |                 |                 |                 |
| Издание               | Оценка          | Оценка          | Оценка          | Оценка          |
| Издание               | Dreamcast       | GBC             | PC              | PS              |
| Absolute Games        |                 |                 | 50 %            |                 |
| «НИМ»                 |                 |                 | 6,9/10          |                 |

На Metacritic, Dreamcast-версия получила 66 баллов и смешанные отзывы. На GameRankings, версия для PlayStation получила 76 % и положительные отзывы.